# Марія ду Коуто Майя-Лопес
Марія ду Коуто Майя-Лопес (пор. Maria do Couto Maia-Lopes; 24 жовтня 1890 року, Ґріжо, Віла-Нова-де-Гайя, Порту, Португалія — 25 липня 2005 року, Ґріжо, Віла-Нова-де-Гайя, Порту, Португалія) — португальська супердовгожителька. Була найстарішою повністю верифікованою нині живою людиною в Португалії (після смерті Жозе Ферейри-Андраде 22 лютого 2000 року до своєї смерті 25 липня 2005 року) і найстарішою людиною в історії Португалії (114 років і 274 дні), доки її досягнення не перевершила Марія де Жезуш душ Сантуш. Також на момент смерті вона була п'ятою нині живою повністю верифікованою людиною в світі.
Вона пам'ятала, як останній король Португалії Мануел II відвідав сусіднє місто Ешпіню 23 листопада 1908 року.
В останні роки Марія втратила слух і зір. З 2002 року вона була прикутою до ліжка після нещасного випадку, коли вона вилила собі на ноги киплячу воду. Марія мала вісім дочок, сім онуків, десять правнуків та п'ять праправнуків. Її чоловік помер у 1942 році. Одна з її правнучок одружилася з онуком Августо Морейро де Олівейри — найстарішого чоловіка в історії Португалії (112 років і 130 днів).
Марія ду Коуто Майя-Лопес померла 25 липня 2005 року у віці 114 років і 274 дні. Станом на травень 2019 року займала 56 місце в списку найстаріших людей в історії.